# Czesław Jakubiec

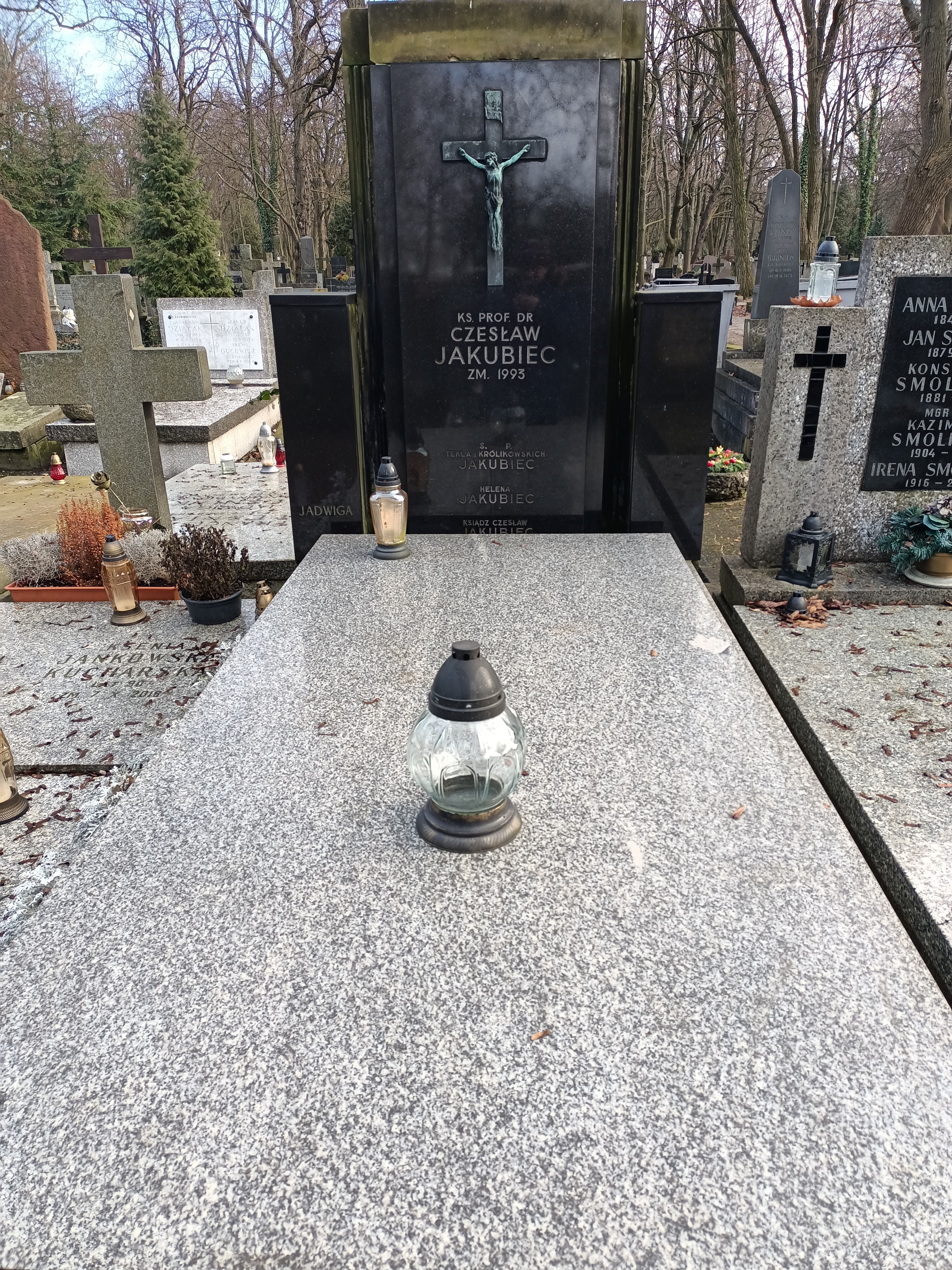
Nagrobek Czesława Jakubca na Cmentarzu Powązkowskim

Czesław Jakubiec (ur. 14 lipca 1909 w Warszawie, zm. 15 kwietnia 1993 tamże) – polski ksiądz rzymskokatolicki, profesor Akademii Teologii Katolickiej w Warszawie, doktor habilitowany, autor tłumaczenia Księgi Rodzaju z języka hebrajskiego w Biblii Tysiąclecia.

## Życiorys
W 1928 wstąpił do Wyższego Seminarium Duchownego w Warszawie, święcenia kapłańskie przyjął 18 grudnia 1932. Następnie podjął studia na Wydziale Teologii Katolickiej Uniwersytetu Warszawskiego (zakończone tytułem magistra w 1935). W latach 1935–1937 studiował w Papieskim Instytucie Biblijnym w Rzymie. W 1938 obronił pracę doktorską. W latach 1938–1939 był kapelanem kardynała Aleksandra Kakowskiego, w latach 1939–1940 pełnił obowiązki wikariusza parafii Najświętszego Zbawiciela w Warszawie, w latach 1940–1944 parafii św. Aleksandra. Od 1942 prowadził tajne komplety z języka hebrajskiego i greckiego. W 1944 rozpoczął wykłady z Pisma Świętego w Wyższym Metropolitalnym Seminarium Duchownym w Warszawie.
W 1945 został wykładowcą na Uniwersytecie Warszawskim, od 1946 prowadził tam stałe wykłady ze Starego Testamentu. W 1948 otrzymał stopień doktora habilitowanego. Jednocześnie został docentem Uniwersytetu Warszawskiego. W 1953 roku uzyskał tytuł profesora nadzwyczajnego Wydziału Teologii Katolickiej Uniwersytetu Warszawskiego. Od 1954 pracował na nowo utworzonej Akademii Teologii Katolickiej w Warszawie, gdzie został kierownikiem Katedry Studium Biblijnego Starego Testamentu. W 1969 został mianowany profesorem zwyczajnym. W 1979 roku przeszedł na emeryturę, ale do 1985 prowadził wykłady w swojej macierzystej uczelni.

## Publikacje
W 1957 opublikował tłumaczenie Księgi Rodzaju z hebrajskiego wraz z komentarzem. Następnie tę samą księgę przetłumaczył dla Biblii Tysiąclecia. W serii tzw. Komentarzy KUL-owskich wydał w 1974 Księgę Hioba (praca obejmowała przekład wraz ze wstępem, komentarzem i ekskursami). Był także autorem książek Z problematyki księgi Genesis: początki Izraela (Genesis 12–35) (1947), Wprowadzenie do ksiąg Starego Testamentu (1954), Wstęp ogólny do Pisma Świętego (1955), Stare i nowe przymierze: Biblia i Ewangelia (1961), Pradzieje biblijne: teologia Genesis 1–11 (1968)